# Mortehoe
Koordinaten: 51° 11′ N, 4° 13′ W

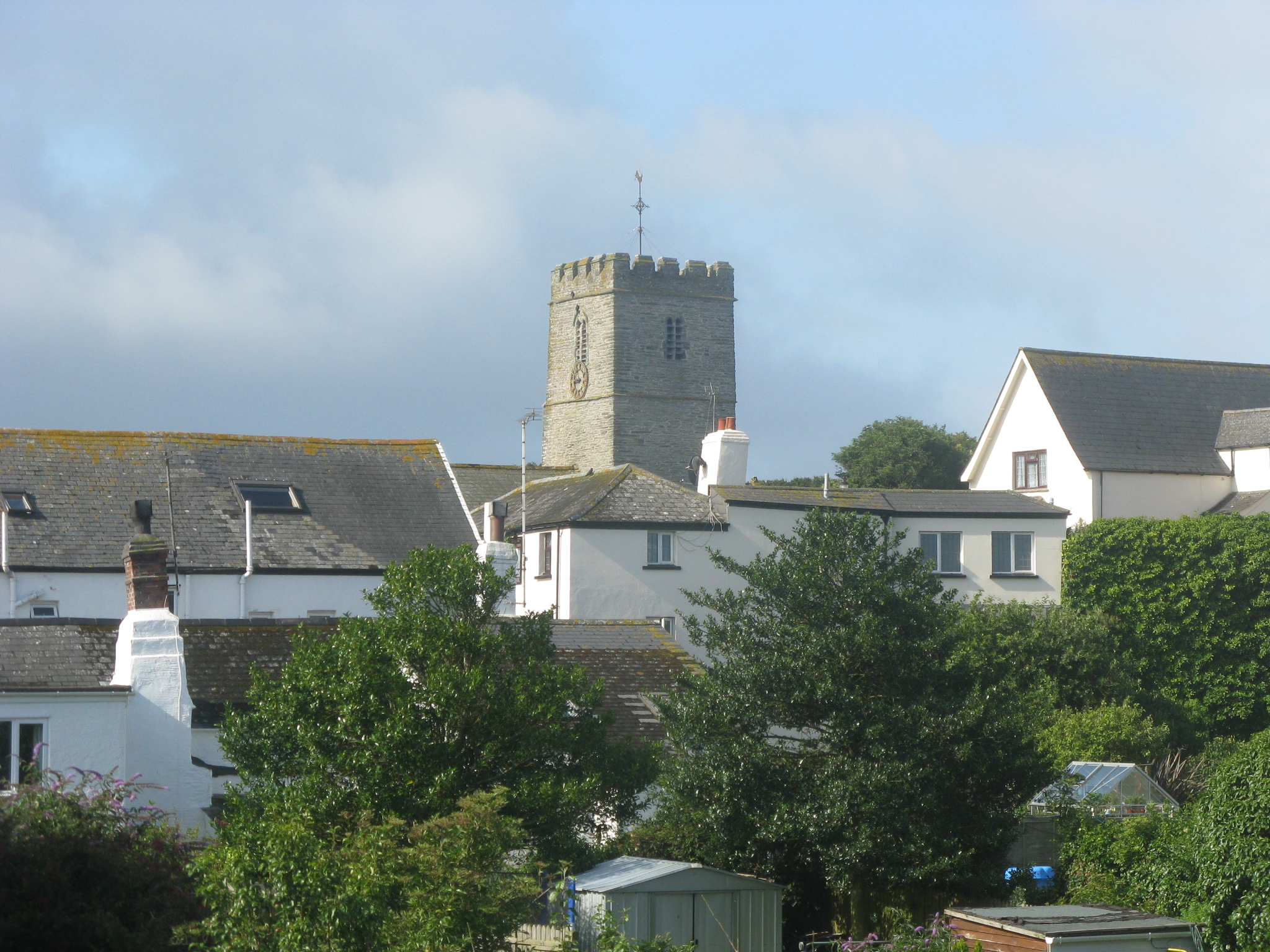
St. Mary’s Church in Mortehoe

Mortehoe ist ein Ort von ca. 1.000 Einwohnern an der Nordküste der englischen Grafschaft Devon westlich von Ilfracombe. Er liegt auf dem hügeligen Weideland vor dem Felskap Morte Point. Südlich des Kaps liegen die Ferienorte Woolacombe und Saunton.

## Geschichte
Mortehoe kann – wie kirchenrechtlich belegt – seine Ursprünge bis zu den Zeiten des Domesday Book zurückführen. In der im Mittelalter häufig von Schmugglern und Schiffbrüchigen heimgesuchten Gegend entwickelte sich im Laufe der Jahrhunderte eine von Landwirtschaft und Schafzucht lebende Gemeinde.
Nach dem Bau der Eisenbahnstrecke von Barnstaple nach Ilfracombe (Ilfracombe Branch Line) im Jahre 1874, an die Mortehoe und Woolacombe angeschlossen wurden, verlagerte sich der wirtschaftliche Schwerpunkt Mortehoes von der Landwirtschaft auf den Tourismus. Es entstanden Campingplätze, Ferienunterkünfte, Pubs, Geschäfte und ein kleiner Golfplatz in der Nähe. Dennoch hat sich der Ort durch die abseitige Lage viel von seinem ursprünglichen ländlichen Charakter bewahrt.

## Infrastruktur

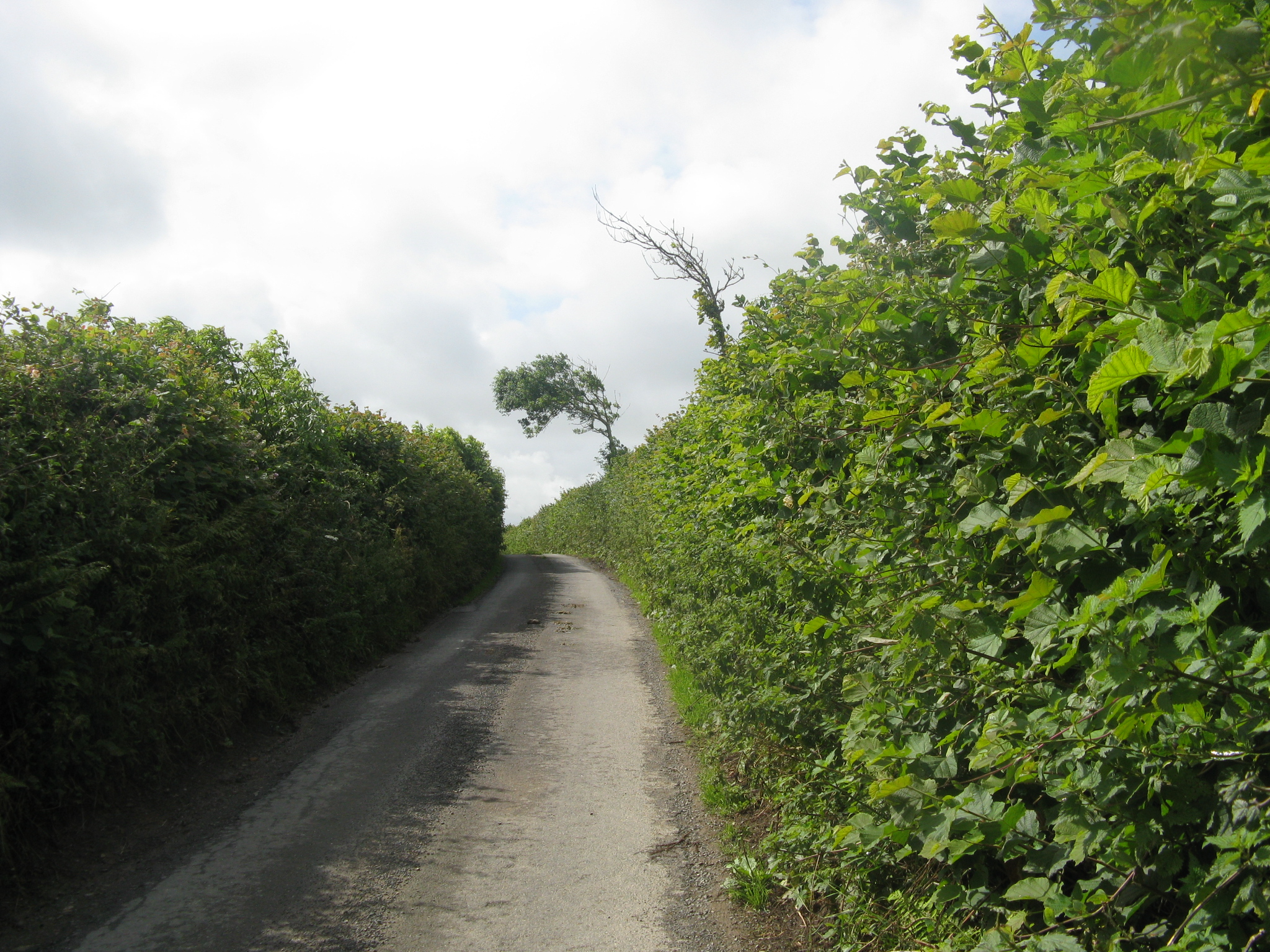
Von hohen Hecken gesäumte Straße nach Mortehoe

Die Eisenbahnlinie aus dem 19. Jahrhundert wurde 1970 stillgelegt. Die Bahnstation war fast 4 km landeinwärts vom Ort entfernt. In ihr befand sich bis 2005 der Kinder-Freizeitpark Once upon a Time.
Zwei enge einspurige Nebenstraßen verbinden heute Mortehoe mit der Hauptstraße (A 361) zwischen Ilfracombe und Barnstaple. Die Küstenfahrstraße von Norden (Woolacombe) verläuft hoch über den Felsen über den bebauten Hügel Castle Hill. Die Fahrstraße von Osten hingegen führt durch Schafweiden, die durch hohe Hecken beiderseits der Fahrbahn geschützt sind, vorbei an einigen Farmen und am Golfplatz.
Es besteht auch eine Busverbindung zwischen Woolacombe, Mortehoe und Ilfracombe.

## Sehenswertes

### St. Mary’s Church
Die ältesten Teile der anglikanischen Kirche St Mary’s sind normannischen Ursprungs; die Bausubstanz wurde im Laufe der Jahrhunderte indes ergänzt und verändert. Der Glockenturm wird ins 13. Jahrhundert datiert.
Rätsel hat ein heute im südlichen Querschiff befindliches Grabmal aufgegeben. Es ist offensichtlich aus Bruchstücken des nach aktuellen Kenntnissen spätestens 1559 – möglicherweise aber schon früher – zerstörten Hochaltars zusammengesetzt. Auf der Grabplatte aus schwarzem Marmor ist eine Priestergestalt im Ornat des 14. Jahrhunderts mit Kelch auf seiner Brust angebracht, unter der eine kaum mehr erkennbare mittelfranzösische Inschrift folgenden Wortlauts zu lesen ist: „SYRE --- LAME DE TRACE ----- ALME EYT MERCY“. Sie ist mit William de Tracy, einem der vier gedungenen Mörder des Erzbischofs von Canterbury Thomas Becket 1170, in Verbindung gebracht worden, dessen Grab aber unbekannt ist. Lord Sudeleys 1987 aufgestellte These, es handele sich hier um einen anderen William de Tracy, der 1307/08 in Mortehoe Chorleiter war und 1322 verstarb, konnte bisher nicht bewiesen werden. Plausibel erscheint, dass Grabplatte und Inschrift offenkundig nicht zueinander passen.
Das Mosaik im Triumphbogen und das die Erzengel Michael, Uriel, Raphael und Gabriel darstellende Eck-Fenster im Südquerhaus entwarf Selwyn Image, ein Oxford-Schüler John Ruskins (19. Jahrhundert).

### Mortehoe Heritage Centre
Das Mortehoe Heritage Centre (auch Touristeninformation) in einer restaurierten Scheune (Cart Linhay) beherbergt im Obergeschoss ein kleines Museum über die Nordwestspitze Devons. Ausgestellt sind Exponate zur Dokumentation der lokalen Landwirtschaft und Schafzucht, der Eisenbahnlinie sowie diverser Schiffsunglücke, die sich an den tückischen Felsen rund um das Kap ereignet haben.

### Morte Point

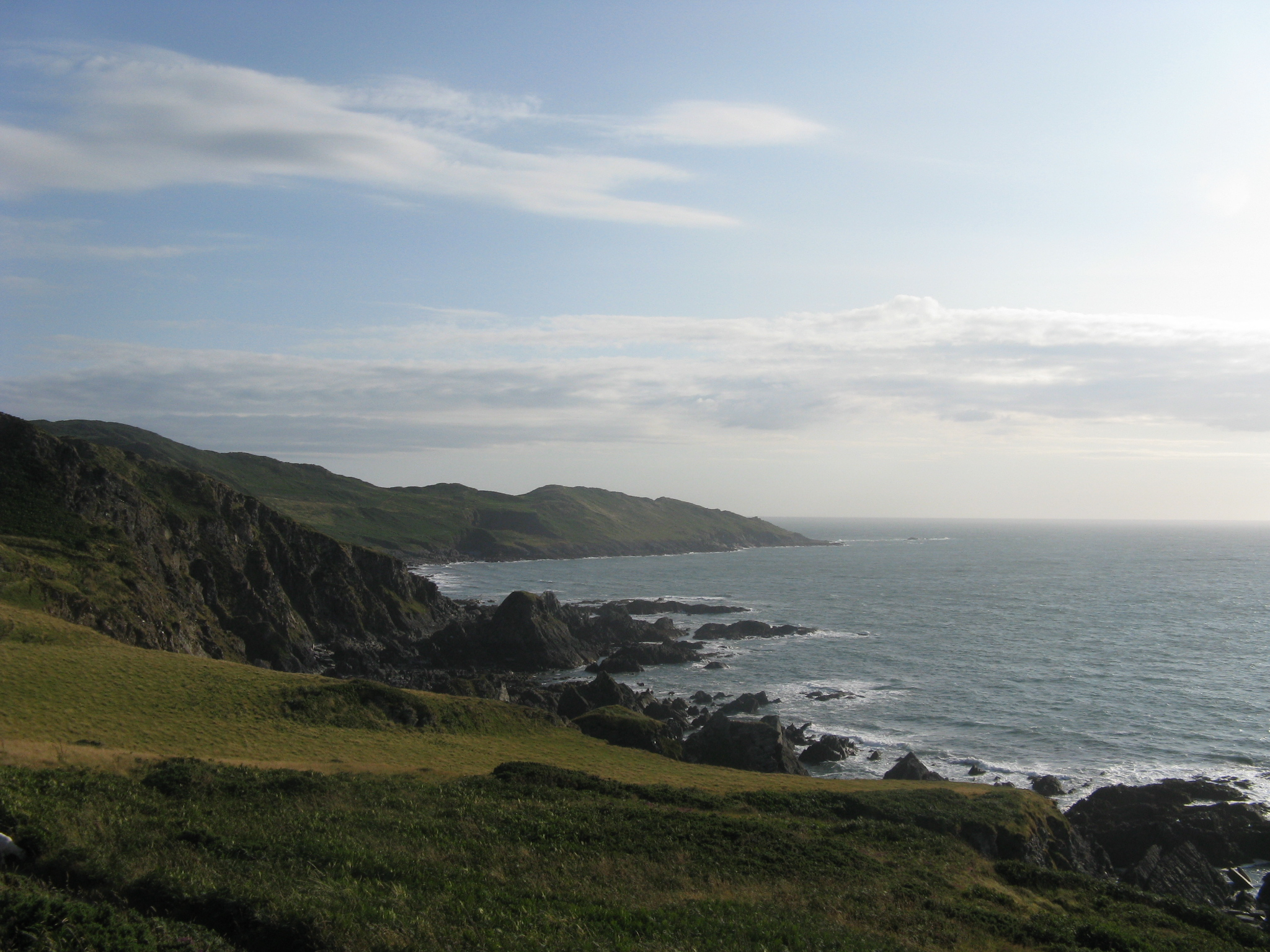
Morte Point, gesehen vom Tarka Trail bei Bull Point

Das „Kap des Todes“ mit seiner vorgelagerten kleinen Felseninsel Morte Stone (so mutmaßlich wegen der zahlreichen Schiffsunglücke genannt) liegt zirka 2 Kilometer vom Ort entfernt und ist nur zu Fuß über Weiden, Farn- und Heideflächen erreichbar. Die Schafe weiden im offenen Gelände und dringen häufig bis zu den steil abfallenden Felsspitzen vor. Weite Teile des Landes gehören dem National Trust. Die 2006 eingerichtete britische Umweltbehörde Natural England hat die Küste North Devons als Area of Outstanding Natural Beauty (AONB) unter ihrem besonderen Schutz.
Über Mortehoe und Morte Point verläuft der von spektakulären Felsformationen gesäumte South West Coast Path, der mit 1014 km längste markierte Fernwanderweg Großbritanniens; dieser fällt hier zusammen mit dem Tarka Trail, einem weiteren, rund 290 km langen Fernwanderweg durch Devons Binnenland, Moore und Küsten mit dem Logo des tierischen Protagonisten im Roman von Henry Williamson. Die zirka 3 Kilometer von Morte Point nach Osten gehende Strecke bis zum Leuchtturm Bull Point Lighthouse berührt die kleine Sandbucht Rockham Beach, die nur über einen Steilabstieg über hohe Felsstufen zugänglich ist. Baden ist hier grundsätzlich möglich, jedoch erreicht das Wasser selbst im Hochsommer selten Temperaturen von über 16 °C.